# Open d
『open_d』（オープンディー）は、doaのメジャー1枚目のアルバム。

## 内容
- doaが初めて手掛けたオリジナルアルバム。「Siren」は稲葉浩志（B'z）が作詞・ブルースハープの演奏をしている。こちらは徳永暁人がメインボーカルを担当している。
- シングルから3曲が収録されている。

## 収録曲
全作曲・編曲：徳永暁人
1. open_d
作詞：徳永暁人　　リードボーカル：doa
2. 白の呪文
作詞：徳永暁人　　リードボーカル：吉本大樹
3. Siren
作詞：稲葉浩志　　リードボーカル：徳永暁人
4. 火ノ鳥のように
作詞：徳永暁人　　リードボーカル：吉本大樹
5. 渦巻く夜空
作詞：徳永暁人　　リードボーカル：吉本大樹
6. 坂道
作詞：吉本大樹　　リードボーカル：吉本大樹
7. 無人島
作詞：徳永暁人　　リードボーカル：吉本大樹
8. 春一番に
作詞：徳永暁人　　リードボーカル：吉本大樹
9. 自由という名のブランド
作詞：吉本大樹　　リードボーカル：大田紳一郎・吉本大樹
10. 英雄
作詞：徳永暁人　　リードボーカル：吉本大樹
11. 新世界
作詞：徳永暁人　　リードボーカル：doa

## 参加ミュージシャン
- 吉本大樹：ボーカル・作詞
- 徳永暁人：ベース・ボーカル・作詞・作曲・編曲
- 大田紳一郎：ギター・ボーカル
- 稲葉浩志：ブルースハープ・作詞 (#3)